# Hesse Renano
Hesse Renano o Rin-Hesse (del alemán: Rheinhessen) se refiere a la parte del antiguo Estado Popular de Hesse (previamente Gran Ducado de Hesse-Darmstadt) localizado al oeste del río Rin y ahora parte de Renania-Palatinado. Es una región de colinas ampliamente cultivada por viñedos, y que por lo tanto es también denominada como la "tierra de las mil colinas". Las mayores ciudades y poblaciones incluyen: Maguncia, Worms, Bingen, Alzey, Nieder-Olm y Ingelheim. Muchos de sus habitantes se trasladan a trabajar a las ciudades de Maguncia, Wiesbaden, o Fráncfort del Meno.

## Historia
Antes de ser ocupado por la Francia revolucionaria en 1792, el actual Hesse Renano había sido un mosaico de posesiones de Arzobispado-Electorado de Maguncia y el Obispado de Worms católicos y del protestante Electorado del Palatinado.
En el Congreso de Viena en 1814-15, Luis I, Gran Duque de Hesse, tuvo que renunciar a sus territorios en Westfalia, pero fue compensado con el distrito de Rin-Hesse en el banco izquierdo del Rin. A causa de esta adquisición, enmendó su título por el de Gran Duque del Hesse y el Rin y el nombre de la región fue creado.

## Viñedos
El Hesse Renano es la mayor de las 13 regiones productoras de vino alemán. Fuera de Alemania, es más conocido como la sede del Liebfraumilch. La mayoría es realizada con variedades blancas como el Riesling, Silvaner, Müller-thurgau, Kerner, y Scheurebe. La región de vino blanco más conocida es la Terraza del Rin, cerca de Oppenheim y Nierstein. Algunas variedades de vino rosado también son cultivadas, particularmente en torno a Ingelheim y Gundersheim, incluyendo las variedades de uva Pinot noir, Blauer Portugieser, Dornfelder, y la recientemente establecida Regent.